# 4 x 200 meter frisim för herrar i simning vid olympiska sommarspelen 2024

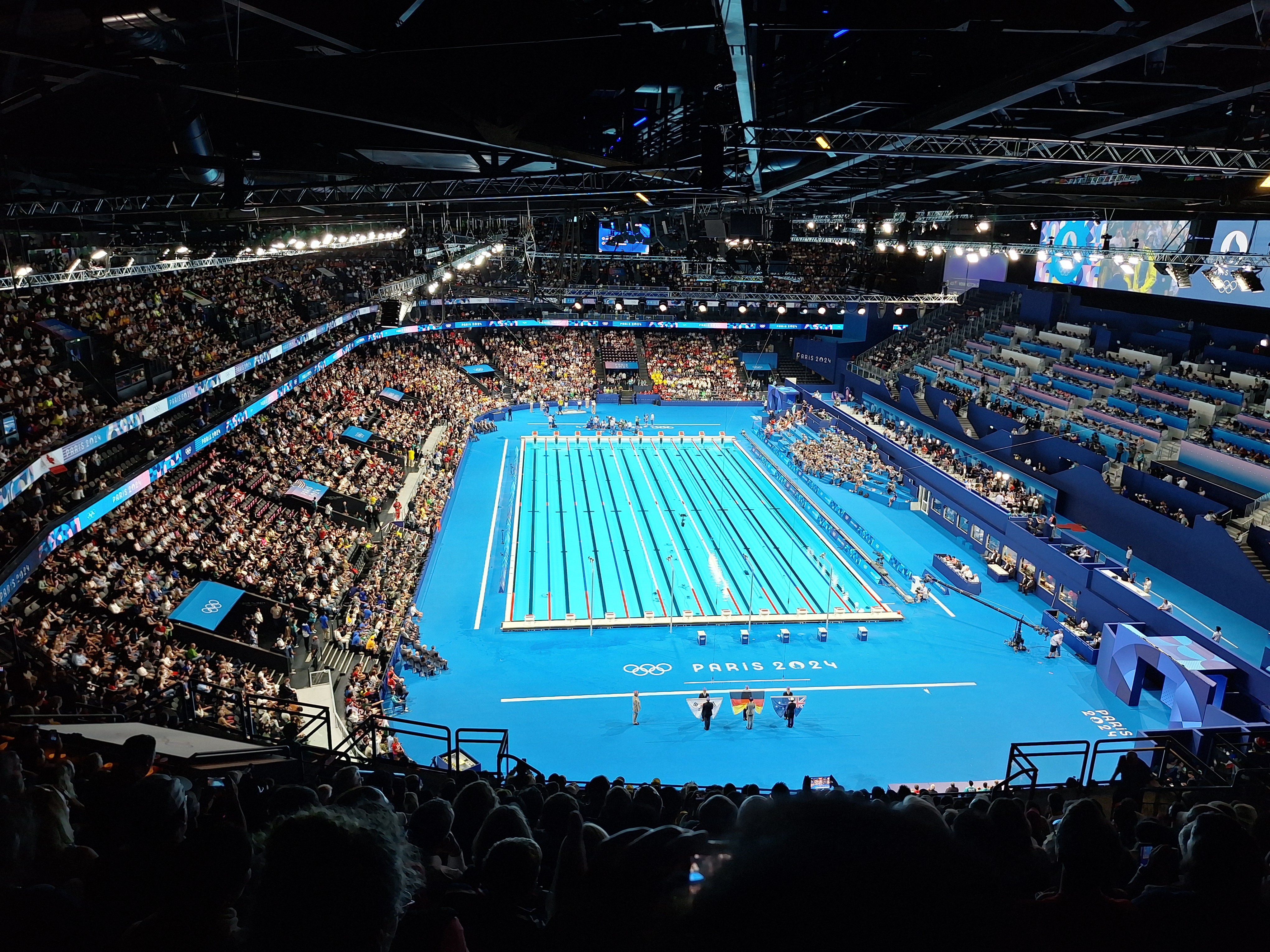
Paris La Défense Arena

Herrarnas 4×200 meter frisim vid olympiska sommarspelen 2024 avgjordes den 30 juli 2024 i Paris La Défense Arena, som var ombyggd till en bassäng för simtävlingarna.

## Resultat

### Försöksheat
Lagen med de 8 bästa tiderna gick vidare till final.
| Placering | Heat | Bana | Nation         | Simmare | Tid     | Noteringar |
| --------- | ---- | ---- | -------------- | --- | ------- | ---------- |
| 1         | 2    | 4    | Storbritannien | James Guy (1.45,04) Jack McMillan (1.45,68) Kieran Bird (1.47,68) Tom Dean (1.46,71)                                 | 7.05,11 | 0Q0        |
| 2         | 1    | 4    | USA            | Drew Kibler (1.46,43) Brooks Curry (1.45,96) Blake Pieroni (1.46,44) Chris Guiliano (1.46,74)                        | 7.05,57 | 0Q0        |
| 3         | 1    | 3    | Frankrike      | Hadrien Salvan (1.47,80) Wissam-Amazigh Yebba (1.46,04) Yann Le Goff (1.46,55) Roman Fuchs (1.45,22)                 | 7.05,61 | 0Q0        |
| 4         | 2    | 3    | Australien     | Kai Taylor (1.47,60) Zac Incerti (1.47,05) Flynn Southam (1.45,62) Thomas Neill (1.45,36)                            | 7.05,63 | 0Q0        |
| 5         | 1    | 6    | Tyskland       | Lukas Märtens (1.45,66) Rafael Miroslaw (1.46,35) Josha Salchow (1.46,18) Timo Sorgius (1.48,01)                     | 7.06,20 | 0Q0        |
| 6         | 2    | 5    | Kina           | Ji Xinjie (1.46,59) Niu Guangsheng (1.48,43) Fei Liwei (1.46,57) Zhang Zhanshuo (1.46,13)                            | 7.07,72 | 0Q0        |
| 7         | 1    | 5    | Sydkorea       | Lee Ho-joon (1.46,53) Lee Yoo-yeon (1.47,58) Kim Yeong-hyeon (1.48,26) Kim Woo-min (1.45,59)                         | 7.07,96 | 0Q0        |
| 8         | 1    | 2    | Japan          | Tatsuya Murasa (1.47,30) Katsuhiro Matsumoto (1.45,77) Hidenari Mano (1.48,09) Konosuke Yanagimoto (1.47,27)         | 7.08,43 | 0Q0        |
| 8         | 1    | 7    | Israel         | Denis Loktev (1.47,32) Bar Soloveychik (1.47,53) Eitan Ben-Shitrit (1.48,01) Gal Cohen Groumi (1.45,57)              | 7.08,43 | 0Q0, 0NR0  |
| 10        | 2    | 6    | Italien        | Giovanni Caserta (1.46,85) Alessandro Ragaini (1.48,08) Carlos D'Ambrosio (1.47,24) Filippo Megli (1.46,46)          | 7.08,63 |            |
| 11        | 2    | 7    | Grekland       | Dimitrios Markos (1.47,66) Konstantinos Englezakis (1.46,71) Konstantinos Stamou (1.48,00) Andreas Vazaios (1.47,23) | 7.09,60 |            |
| 12        | 2    | 2    | Brasilien      | Murilo Sartori (1.48,56) Fernando Scheffer (1.46,76) Eduardo Oliveira de Moraes (1.48,53) Guilherme Costa (1.46,41)  | 7.10,26 |            |
| 13        | 1    | 1    | Spanien        | César Castro (1.46,84) Luis Domínguez (1.46,82) Carlos Garach (1.48,40) Ferran Julià Tous (1.49,56)                  | 7.11,62 |            |
| 14        | 2    | 8    | Kanada         | Patrick Hussey (1.47,83) Alex Axon (1.47,57) Jeremy Bagshaw (1.48,10) Lorne Wigginton (1.48,57)                      | 7.12,07 |            |
| 15        | 2    | 1    | Litauen        | Tomas Navikonis (1.47,08) Danas Rapšys (1.46,29) Tomas Lukminas (1.47,30) Andrius Šidlauskas (1.55,94)               | 7.16,61 |            |
| 16        | 1    | 8    | Schweiz        | Antonio Djakovic (1.47,97) Nils Liess (1.49,95) Jérémy Desplanches (1.49,24) Tiago Behar (1.50,90)                   | 7.18,06 |            |

### Final
| Placering | Bana | Nation         | Simmare | Tid     | Noteringar |
| --------- | ---- | -------------- | --- | ------- | ---------- |
| 1         | 4    | Storbritannien | James Guy (1.45,09) Tom Dean (1.45,28) Matthew Richards (1.45,11) Duncan Scott (1.43,95)                     | 6.59,43 |            |
| 2         | 5    | USA            | Luke Hobson (1.45,55) Carson Foster (1.45,31) Drew Kibler (1.45,12) Kieran Smith (1.44,80)                   | 7.00,78 |            |
| 3         | 6    | Australien     | Maximillian Giuliani (1.45,99) Flynn Southam (1.45,53) Elijah Winnington (1.45,19) Thomas Neill (1.45,27)    | 7.01,98 |            |
| 4         | 7    | Kina           | Ji Xinjie (1.47,14) Fei Liwei (1.46,05) Pan Zhanle (1.45,81) Zhang Zhanshuo (1.45,37)                        | 7.04,37 |            |
| 5         | 3    | Frankrike      | Wissam-Amazigh Yebba (1.46,72) Hadrien Salvan (1.46,75) Yann Le Goff (1.45,63) Roman Fuchs (1.45,70)         | 7.04,80 |            |
| 6         | 1    | Sydkorea       | Yang Jae-hoon (1.49,84) Lee Ho-joon (1.46,45) Kim Woo-min (1.44,98) Hwang Sun-woo (1.45,99)                  | 7.07,26 |            |
| 7         | 8    | Japan          | Tatsuya Murasa (1.46,69) Katsuhiro Matsumoto (1.45,31) Hidenari Mano (1.47,36) Konosuke Yanagimoto (1.48,12) | 7.07,48 |            |
| 8         | 2    | Tyskland       | Lukas Märtens (1.45,31) Rafael Miroslaw (1.46,32) Timo Sorgius (1.49,18) Josha Salchow (1.48,75)             | 7.09,56 |            |
| 9         | 0    | Israel         | Denis Loktev (1.48,16) Gal Cohen Groumi (1.46,25) Tomer Frankel (1.47,71) Bar Soloveychik (1.48,10)          | 7.10,22 |            |